# Terpsion de Mégare
Terpsion de Mégare (en grec ancien Τερψίων) est un philosophe grec, disciple de Socrate ; Platon parle de lui dans le Théétète, où il est dit ami d’Euclide ; le Phédon fait de lui l’un des disciples présents à la mort de Socrate. Terpsion fut le premier penseur à composer des préceptes diététiques. Suivant des informations de Cléarque de Soles, Terpsion fut le maître d’Archestrate. 

Au départ, on trouve le cercle socratique, c’est-à-dire l’ensemble des disciples immédiats de Socrate ; Platon en donne la liste dans Phédon : 

« -Qui se trouvait auprès de Socrate ? -Il y avait donc là, comme concitoyens, cet Apollodore, aussi Critobule et son père, et encore Hermogène, Épigène, Eschine et Antisthène ; il y avait également Ctésippe de Péanie, Ménexène et quelques autres Athéniens. Mais Platon, je crois, était malade. -Est-ce qu’il y avait des étrangers ? Oui. Simmias le Thébain notamment, et Cébès, et Phédondès ; venus de Mégare, Euclide et Terpsion. -Aristippe et Cléombrote étaient sûrement là ? -Hé non ! Ils étaient à Egine, à ce qu'on disait. »
Lucien de Samosate le dépeint dans les Dialogues des morts.